# مساس
مساس هي رواية للكاتبة الفلسطينية عدنية شبلي، صدرت بالعربية في عام 2022. تقع الرواية في 104 صفحات من القطع المتوسط، وصدرت عن مؤسسة عبد المحسن القطَّان ودار الآداب للنشر والتوزيع . ترجمتها للإنجليزية بولا هيدر سنة 2010. تعرض الرواية حياة فتاة في فلسطين مليئة بالعنف والتراجيديا. تنمو الفتاة في عائلة كبيرة، وتشهد أحداثًا صادمة مثل الحروب والموت، مما يؤثر في علاقاتها العائلية ويجعلها تعيش في عالم مليء بالتوتر. تقدم شبلي رواية مكثفة تتسم بالاقتصاد في الكلمات.
فازت الرواية بجائزة الرواية في مسابقة الكاتب الشاب لعام 2001.

## نبذة
ظهرت روايتها «مساس» نتيجة تشجيع الشاعر محمود درويش، الذي لفتت إحدى مقالاتها انتباهه في أوائل العشرينيات من عمرها. دعاها إلى مكتبه وطلب منها كتابة نص من أربع صفحات، وعندما فعلت ذلك، حثها على الاستمرار في الكتابة، وهكدا كتبت هذه الرواية. تتناول الرواية موضوعات متعددة تتقاطع بين الفرد والجماعة، وتستكشف العلاقات الإنسانية من خلال عدسة مشحونة بالمشاعر العميقة والتفاصيل الدقيقة. بأسلوبها السردي المكثف والبسيط في آنٍ معًا، كما تسلط عدنية شبلي الضوء على تعقيدات الحياة اليومية وتأثيراتها النفسية والاجتماعية. تتميز الرواية بلغة شاعرية تعكس قدرة الكاتبة على استكشاف الأعماق النفسية للشخصيات، وتفتح المجال أمام القارئ للتأمل في طبيعة التجربة الإنسانية في سياقات مختلفة.

## الأسلوب
تتسم روايات عدنية شبلي، ومنها «مساس»، بصمت كثيف يمزج بين الغموض والحميمية الهادئة، حيث يصبح هذا الصمت عنصرًا فاعلًا يبرز اللحظات الحرجة ويخلق توازنًا بين الهدوء والحدث. شبهت الكاتبة هذا الصمت بالموسيقى، حيث تكتسب الأفعال معناها من الفجوات الصامتة التي تفصل بينها، مما يضيف طبقة من العمق والانتظار، ويجعل الغياب نفسه جزءًا من الحضور.
تمتاز «مساس» ببناء روائي متصاعد يجمع بين التجديد في الشكل والمضمون، بأسلوب يوازن بين الغرابة والألفة. تسلط الرواية الضوء على شخصيات إنسانية القسمات، وتتسم بلغتها السريعة والإيقاعية القائمة على جمل قصيرة ومراوغة، ما يضفي تنوعًا وجدانيًا على السرد. ينعكس الغموض في أسلوبها المراوغ، حيث تتشابك الديناميكيات الأسرية مع حضور طاغٍ لمجزرة صبرا وشاتيلا التي تخيم على النص. يتجلى العنف كعنصر دائم، لكنه يُقدم بحيادية شعورية بعيدًا عن الانغماس العاطفي، مما يمنح الرواية عمقًا فريدًا ومؤثرًا.
في أسلوبها تستعمل أيضا التكرار لأنها تعتبر أن الكلمات المتكررة تحمل معانٍ مختلفة بناءً على الظروف. كما أنه مقاومة لمحو اللغة على الخرائط، حيث يُمحى اسم فلسطين من الخرائط حتى اليوم. تلاحظ أن الوعي اللغوي يتشكل منذ الصغر من خلال قراءة هذه الحذف.